# Pistolet HK P7
Pistolet samopowtarzalny HK P7 – niemiecki pistolet samopowtarzalny opracowany w niemieckiej wytwórni Heckler & Koch.

## Historia
Pistolet samopowtarzalny HK P7 został opracowany w niemieckiej firmie Heckler & Koch w 1976 roku jako pistolet dostosowany do naboju pistoletowego 9 × 19 mm Parabellum.
W 1979 roku rozpoczęto produkcję seryjną tego pistoletu, głównie dla potrzeb policji, stąd czasami oznaczany jest jako HK PSP (niem. Polizei-Selbstlade-Pistole – policyjny pistolet samopowtarzalny). Istniała też koncepcja, że zastąpi używany w wojsku pistolet Walther P1.
Pistolet w zasadzie dostosowany jest do naboju pistoletowego 9 × 19 mm Parabellum, choć istnieje wersja HK P7M10 dostosowana do naboju .40 Smith & Wesson. Wersje różnią się wymiarami, masą i pojemnością magazynka. Na amerykański konkurs pistoletowy w 1984 powstał wariant z magazynkiem dwurzędowym – P7M13 w którym jest mechanizm spustowo-uderzeniowy SA typu iglicznego (napięcia iglicy przed strzałem dokonuje się ujmując chwyt pistoletu ręką).
Na bazie pistoletu P7M8 opracowano pistolety P 7K3 i P 7PT8, w których, w miejsce zamka półswobodnego z pneumatycznym układem opóźniającym, zastosowano zamek swobodny. Po wymianie lufy i magazynka w P 7K3 może być przystosowany do 9 × 17 mm naboju pistoletowego Short, 7,65 × 17 mm naboju Browninga lub 0,22 calowego (5,6 mm) naboju Long Rifle. Pistolet P 7 PT8 przystosowany jest wyłącznie do strzelania 9 × 19 mm nabojami ćwiczebnymi PT (pociski wykonane są z tworzywa sztucznego) do strzelań treningowych w pomieszczeniach zamkniętych. Dla odróżnienia go od innych pistoletów P7 na obu bocznych płaszczyznach przedniej części zamka umieszczono niebieskie koliste plamki.

## Opis techniczny
Pistolet samopowtarzalny HK P7 działa na zasadzie odrzutu zamka półswobodnego z opóźnionym otwarciem.
Do opóźnienia wstecznego ruchu zamka zastosowano w nim oryginalne rozwiązanie, polegające na blokowaniu zamka w przednim położeniu przez zatrzask (ząb) przemieszczany siłą ciśnienia gazów prochowych, które po rozcaleniu naboju przedostają się niewielkim otworem (usytuowanym tuż za komorą nabojową) do cylindra gazowego, umieszczonego pod lufą. Ciśnienie gazów prochowych napiera na tłok gazowy a ten obraca zatrzask ku górze tak, że wchodzi on w wycięcie u dołu zamka uniemożliwiając jego odsunięcie się od komory nabojowej i ryglując go z lufą, w takiej konfiguracji lufa cofa się razem z zamkiem pod wpływem siły odrzutu jak broni z klasycznym sposobem ryglowania. Zamek może rozpocząć samodzielny ruch wsteczny dopiero po wylocie pocisku z lufy, gdy ciśnienie w lufie i cylindrze gazowym spadnie na tyle, że tłok pod wpływem własnej sprężyny wycofa się i zwolni blokadę odryglowując zamek.
Innym ciekawym rozwiązaniem jest wprowadzenie oddzielnej dźwigni samonapinającej, wystającej z przodu chwytu poniżej kabłąka osłaniającego spust, spełniającej jednocześnie rolę bezpiecznika przed przypadkowym wystrzałem. Objęcie chwytu pistoletu powoduje naciśnięcie dźwigni, odbezpieczenie broni i napięcie iglicy.
Pistolet przystosowany jest do strzelania z prawej i lewej ręki oraz oburącz.
Lufa pistoletu ma przewód poligonalny, wykonany metodą kucia na zimno, a w komorze nabojowej zastosowano rowki Revellego ułatwiające wyrzucanie łuski. Chwyt ustawiony jest pod kątem 110º w stosunku do osi przewodu lufy.
Środek masy broni znajduje się tuż za językiem spustowym.

## Dane taktyczno-techniczne
| Wersja pistoletu HK P7                       | P7M8              | P7M10              | P7M13             |
| Nabój                                        | 9 × 19 Parabellum | .40 Smith & Wesson | 9 × 19 Parabellum |
| Masa pistoletu bez magazynka (g)             | 780               | ?                  | 850               |
| Masa pistoletu z załadowanym magazynkiem (g) | 950               | 1200               | 1135              |
| Długość pistoletu (mm)                       | 171               | 175                | 175               |
| Szerokość pistoletu (mm)                     | 29                | ?                  | 33                |
| Wysokość pistoletu (mm)                      | 128               | ?                  | 135               |
| Długość lufy (mm)                            | 105               | 105                | 105               |
| Długość linii celowania (mm)                 | 148               | 148                | 148               |
| Prędkość początkowa pocisku (m/s)            | 350 – 425         | ?                  | 350 – 425         |
| Pojemność magazynka                          | 8                 | 10                 | 13                |